# Rolando Pascua
Pour les articles homonymes, voir Pascua.
Rolando Pascua est un boxeur philippin né le 19 novembre 1965 à Cebu.

## Carrière
Passé professionnel en 1986, il devient champion du monde des poids mi-mouches WBC le 19 décembre 1990 en battant par KO au 6e round le mexicain Humberto González. Il est en revanche battu dès le combat suivant par Melchor Cob Castro le 25 mars 1991. Pascua mettra un terme à sa carrière de boxeur en 1999 sur un bilan de 45 victoires et 25 défaites.

## Référence
1. ↑  (en) 1990-12-19 : Humberto Gonzalez 107¾ lbs lost to Rolando Pascua 108 lbs by KO at 2:24 in round 6 of 12 (boxrec.com)